# Павло Низькогляд
Павло Низькогляд (Низкогляд; роки народження та смерті невідомі) — козацький військовий та державний діяч, паволоцький полковник.

## Життєпис
Про Павла Низькогляда залишилося дуже мало письмових свідчень. Невідомо, де й коли він народився. Оскільки в його володінні перебували села Кіловка та Сокільча Паволоцького полку, можна припустити, що він був звідти родом.
Згадується як паволоцький полковник у липні 1674 року. Також, В. Кривошея вказує, що він у 1675 році змінив Гамалію (очевидно, Якова) на уряді паволоцького полковника. Можна припустити, що спочатку П. Низькогляд був наказним полковником у А. Дорошенка та Я. Гамалії, а потім змінив останнього на цьому уряді, ставши повним полковником.

## Можливі родичі
Про родину П. Низькогляда інформація відсутня. Залишилися відомості лише про його можливого родича — Михайла Низькогляда, який займав уряди прилуцького полкового обозного (1678-1680) та прилуцького городового отамана (1680).